# Лоан
Лоан (фр. Loing) је река у Француској. Дуга је 142 km. Улива се у Сену. 